# 比森塔尔
比森塔尔（德語：Biesenthal）是德国勃兰登堡州的一个市镇，隶属于巴尔尼姆县。总面积为60.92平方千米，截至2020年总人口为5869人。